# Kafou
Pour plus de détails, voir Fiche technique et Distribution.
Kafou (litt. « Carrefour » en créole haïtien) est une comédie policière haïtienne réalisée par Bruno Mourral et sortie en 2017. Il s'agit d'un moyen métrage d'une durée de 50 minutes.

## Synopsis
Doc et Zoé sont deux habitants de Port-au-Prince, qui viennent de trouver un travail : livrer un colis sans savoir ce qu'il y a dedans. Le métier comporte trois (3) grandes règles à respecter : ne jamais arrêter la voiture, ne jamais baisser les vitres et ne jamais ouvrir le coffre. Au cours de leur mission, ils rencontrent un chien à un carrefour. Après cette rencontre, ils devront prendre une décision sur laquelle ils ne pourront pas revenir.

## Fiche technique
- Titre original : Kafou[1],[2],[3]
- Réalisation : Bruno Mourral
- Scénario : Jasmuel Andri, Bruno Mourral, Gilbert Mirambeau Jr.
- Photographie : Lucas Gath, Clément Maillet
- Montage : Rocío Gattinoni, Carlos Mateo, Bruno Mourral
- Musique : Jean-Philippe Brierre, Andres Rodriguez, Jean Haspil Ulysse
- Effets spéciaux : Jerry Contene, Matti Domingue, Frantz Providence
- Sociétés de production : Muska Films, BHM Films
- Pays de production :  Haïti
- Langue originale : créole haïtien
- Format : couleurs - 2,35:1
- Genre : comédie policière
- Durée : 50 minutes
- Dates de sortie : 
  - Haïti : 2017

## Distribution
- Jasmuel Andri (ht) : Docteur
- Rolaphton Mercure : Zoé
- Manfred Marcelin (ht) : Capitaine Fritz Bama
- Rolando Étienne (ht) : Oncle Kernst
- Marcus Boereau (ht) : Policier 1
- Israël Geffrard : Policier 2
- Jenny Cadet (ht) : Prostituée 1
- Pascale Julio : Prostituée 2
- Christelle Tropnas : Mère
- Sionel Dorcély : Père
- Ralph Théodore : Homme au mégaphone